# ニコラス・バーボン

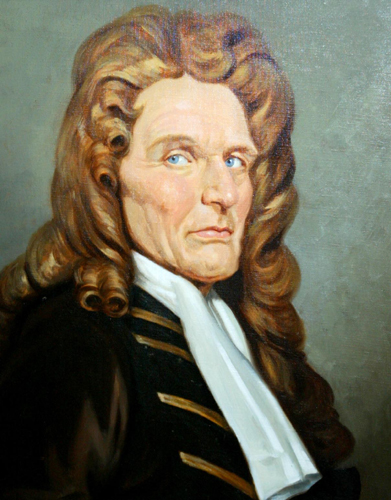
Nicholas Barbon

ニコラス・バーボン（Nicholas Barbon、フルネーム:Nicholas Unless-Jesus-Christ-Had-Died-For-Thee-Thou-Hadst-Been-Damned Barbon、1640年 - 1698年）は、イギリスの経済学者、医師、金融投機家である。重商主義者であり、自由市場の最初の支持者の一人とされる。世界初の火災保険会社の創設者としても著名である。

## 経歴
1640年頃ロンドンで、おそらくプレイズ＝ゴッド・バーボンの息子として生まれ、ライデンで医学を学んだ。1661年にユトレヒトでM.D.（Doctor of Medicine、医師）の学位を得た後にロンドンに戻り、1664年には内科医師会に名誉あるフェローとして認められた。1666年のロンドン大火が起こると、ロンドンの再建復興に尽力。火災保険の必要性を主張し、大火の翌年1667年から事業を始めた。1680年、バーボンの火災保険引受会社はロンドン初の消防隊を組織した。1690年と1695年には、ウェスト・サセックスのブランバー選挙区から下院議員に選ばれた。
ジョン・アスギルと共にLand Bank（土地銀行）を設立し、同時代の記録によるとこの事業はかなりの成功を収め、1696年にジョン・ブリスコーの土地銀行と合併した。

## 主著

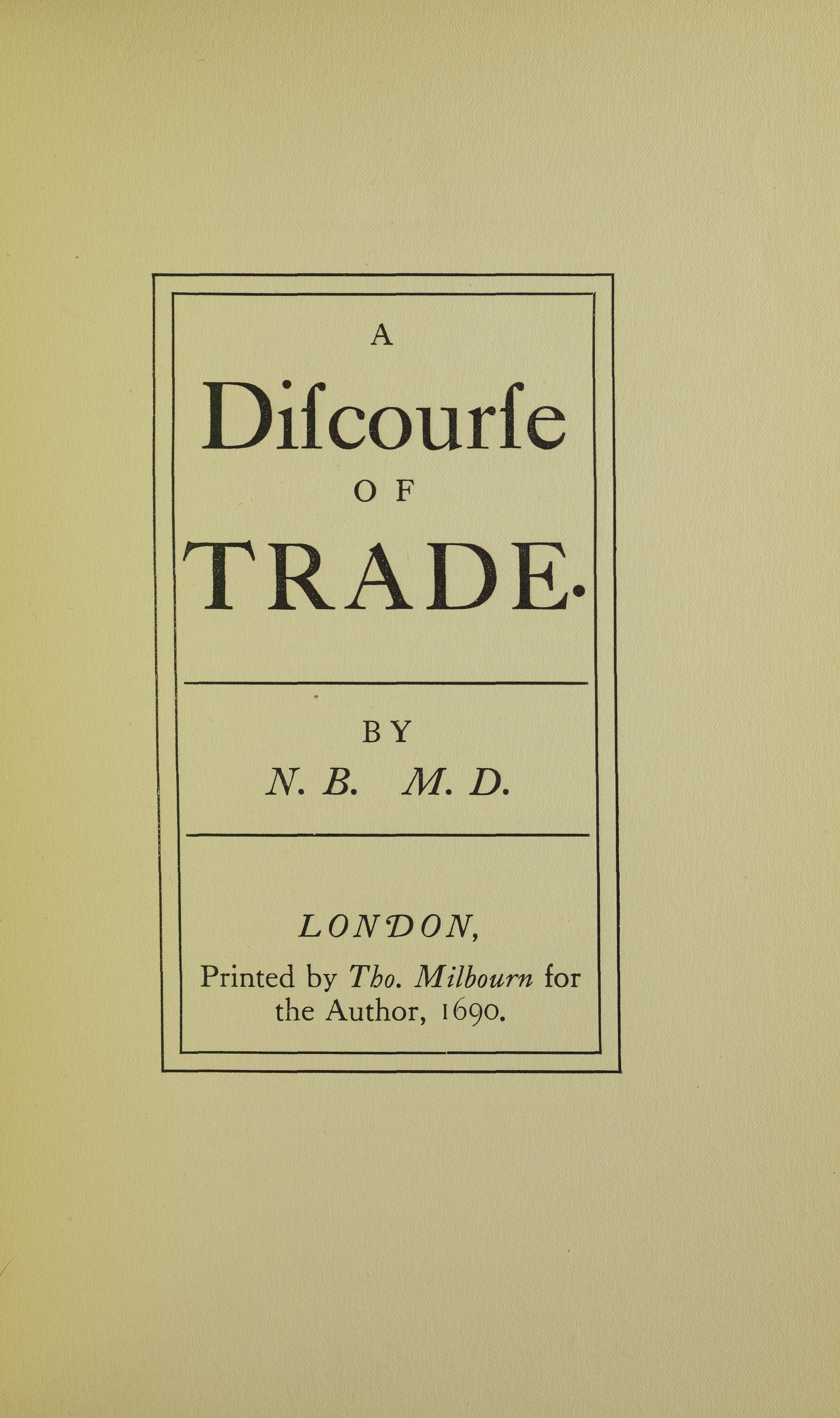
Discourse of trade, 1905

政治経済学分野における著作は、古典派経済学の基礎の発展に貢献した。
- Apology for the Builder; or, A Discourse Showing the Cause and Effects of the Increase of Building(1685年）
- A Discourse of Trade（1690年）
久保芳和訳「交易論」『交易論・東インド貿易論　初期イギリス経済学古典選集 2』、1966年、東京大学出版会
- A Discourse Concerning Coining the New Money Lighter（1696年）